# Noctua palmae
Noctua palmae är en fjärilsart som beskrevs av Rudolf Pinker och Bacallado. Noctua palmae ingår i släktet Noctua och familjen nattflyn. Inga underarter finns listade i Catalogue of Life.